# Pseudomussaenda flava
Pseudomussaenda flava är en måreväxtart som beskrevs av Bernard Verdcourt. Pseudomussaenda flava ingår i släktet Pseudomussaenda och familjen måreväxter. Inga underarter finns listade i Catalogue of Life.